# NXT Stand & Deliver (2022)
L'édition Stand & Deliver de NXT TakeOver est un Premium Live Event de catch (lutte professionnelle) produite par la World Wrestling Entertainment (WWE), une fédération de catch américaine qui est diffusée et visible en paiement à la séance sur le WWE Network. Cet événement met en avant les membres de l’émission NXT, le club-école de la WWE. L'événement s'est déroulé le 2 avril 2022 au American Airlines Center à Dallas dans l'état de Texas aux États-Unis. Il s'agit du trente-cinquième événement de NXT TakeOver.

## Contexte
Les spectacles de la World Wrestling Entertainment (WWE) sont constitués de matchs aux résultats prédéterminés par les scénaristes de la WWE. Ces rencontres sont justifiées par des storylines – une rivalité avec un catcheur, la plupart du temps – ou par des qualifications survenues dans les shows de la WWE telles que Raw, SmackDown et NXT. Tous les catcheurs possèdent une gimmick, c'est-à-dire qu'ils incarnent un personnage gentil (Face) ou méchant (Heel), qui évolue au fil des rencontres. Un événement comme Stand & Deliver est donc un événement tournant pour les différentes storylines en cours,.

## Tableau des matchs
| Ordre par numéros | Résultat | Stipulation(s)                                                   | Temps |
| --- | --- | ---------------------------------------------------------------- | ----- |
| 1P | Raquel González et Dakota Kai battent Toxic Attraction (Gigi Dolin et Jacy Jayne) (c)                                                                                     | Tag Team match pour les NXT Women's Tag Team Championship        | 07:53 |
| 2 | Cameron Grimes bat Carmelo Hayes (c) (avec Trick Williams), Santos Escobar (avec Joaquin Wilde, Raul Mendoza et Elektra Lopez), Solo Sikoa et Grayson Waller (avec Sanga) | Fatal 5-Way Ladder match pour le NXT North American Championship | 21:01 |
| 3 | Tony D'Angelo (avec AJ Galante) bat Tommaso Ciampa | Match simple                                                     | 13:11 |
| 4 | MSK (Nash Carter et Wes Lee) bat Imperium (Fabian Aichner et Marcel Barthel) (c) et The Creed Brothers (Brutus Creed et Julius Creed) (avec Ivy Nile et Malcolm Bivens)   | Triple Threat Tag Team match pour les NXT Tag Team Championship  | 11:22 |
| 5 | Mandy Rose (c) bat Cora Jade, Kay Lee Ray et Io Shirai | Fatal 4-Way match pour le NXT Women's Championship               | 13:28 |
| 6 | Gunther bat LA Knight | Match simple                                                     | 10:24 |
| 7 | Dolph Ziggler (c) (avec Robert Roode) bat Bron Breakker | Match simple pour le NXT Championship                            | 16:13 |
| La lettre C placée entre parenthèses désigne la personne ou l’équipe championne en titre. P – indique que le match a eu lieu lors du pré-show | |                                                                  |       |